# Самгорі (станція метро)
41°41′08″ пн. ш. 44°51′16″ сх. д. / 41.68556° пн. ш. 44.85444° сх. д.
«Самгорі» (груз. სამგორი) — станція Ахметелі-Варкетільської лінії Тбіліського метрополітену, розташовується між станціями Ісані та Варкетілі в міському районі Ісані-Самгорі. Відкрита 5 травня 1971 .
Станція має вихід з одного боку. Платформа оздоблена світлим мармуром і прикрашена рельєфними зображеннями. У 2000-х встановлені сучасні монітори для трансляції рекламних роликів. На поверхні є пересадка на залізничну платформу.
Колонна трипрогінна станція мілкого закладення. у південному торці до початку 1980-х були два траволатори і є тристрічковий ескалатор на підйом.

## Ресурси Інтернету
- Тбіліський метрополітен [Архівовано 19 травня 2014 у Wayback Machine.](англ.)
- Тбіліський метрополітен(груз.)